# Swan River (Západní Austrálie)
Swan River (Labutí řeka) je řeka v Austrálii. Měří 72 km pod tímto názvem a 360 km se započtením nejdelší zdrojnice. Na řece leží hlavní město Západní Austrálie Perth, v jejím ústí do Indického oceánu leží významný přístav Fremantle.
Labutí řeka pramení v oblasti Darling Scarp. Hlavními přítoky jsou Avon River, Canning River a Helena River.
Nábřeží v Perthu je oblíbeným místem výletů, odkud lze pozorovat panorama města, provozují se zde také vodní sporty. Pozoruhodností města je modernistický most Matagarup, otevřený v roce 2018. V povodí řeky se nachází úrodná nížina se středomořským podnebím, kde byly založeny četné vinice. Na dolním toku řeky žijí žralok bělavý a delfín Ehrenbergův.
Řeku objevil v roce 1697 Willem de Vlamingh a pojmenoval ji podle labutí černých, které zde žijí. V roce 1829 zde britský námořní důstojník James Stirling založil Swan River Colony, z níž se vyvinul stát Západní Austrálie. Řeka má také domorodý název Derbarl Yerrigan.